# Parafia św. Jadwigi w Gliwicach-Brzezince
Parafia Świętej Jadwigi Śląskiej w Gliwicach-Brzezince – parafia metropolii katowickiej, diecezji gliwickiej, dekanatu Gliwice-Łabędy Kościoła katolickiego obrządku łacińskiego. Powstała w 1447.